# Daumantas
Daumantas, död 1285, var en litauisk regent. Han var regerande storfurste av Litauen 1282–1285.